# برلين شتجليتز
 هي منطقة بلدية Steglitz-Zehlendorf في الجنوب الغربي من برلين، عاصمة ألمانيا.